# Gleichenia subflabellata
Gleichenia subflabellata là một loài dương xỉ trong họ Gleicheniaceae. Loài này được Christ & Bonap. mô tả khoa học đầu tiên năm 1920.
Danh pháp khoa học của loài này chưa được làm sáng tỏ. 